# Genista madoniensis
La ginestra delle Madonie (Genista madoniensis Raimondo, 1999) è una pianta appartenente alla famiglia delle Fabacee, endemica della Sicilia.

## Descrizione
È un arbusto tendenzialmente eretto, con fusti e rami spinosi, alto oltre 1,5 m, robusto, pubescente, provvisto di spine ascellari.

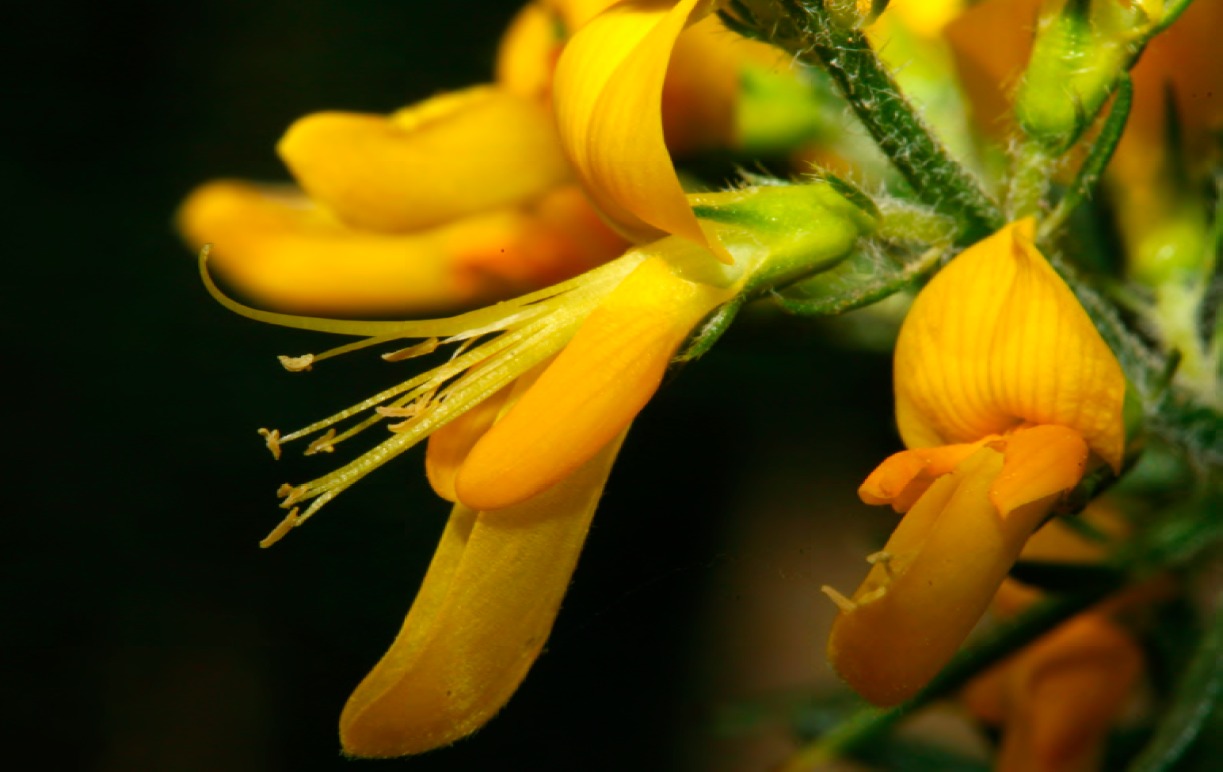
Particolare del fiore

Le foglie sono piccole, trifogliate, con foglioline lineari lanceolate e spine ascellari semplici o multiple.
I fiori, numerosi (oltre 20), sono riuniti in racemi terminali o laterali generalmente sprovvisti di spine all'estremità. Il calice di 5 pezzi è pubescente. La corolla papilionata, di colore giallo. Fiorisce in maggio-giugno.
Il frutto è un legume di 5–8 mm, ovato-acuminato, sericeo, provvisto di un solo seme.

## Distribuzione e habitat
Endemismo siciliano, presente nel versante nord occidentale delle Madonie, spesso al margine di sughereti su suoli di natura silicea nell'ambito di garighe a pirofite fra 400 m e 600 m s.l.m.

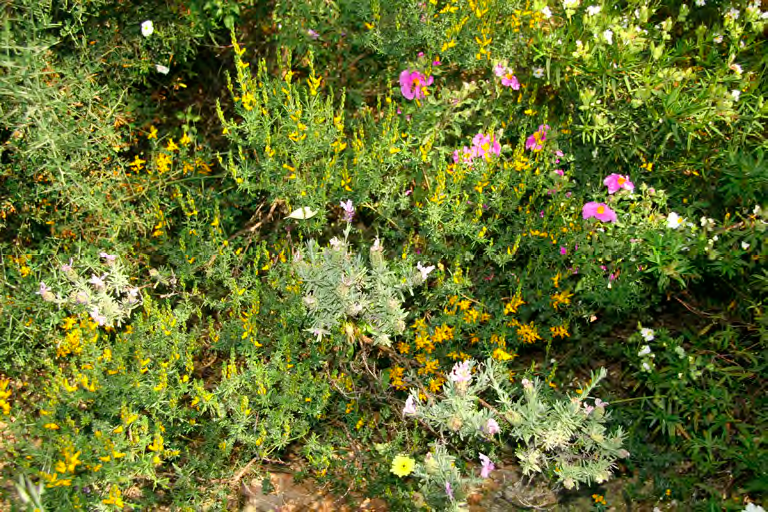
Tipica formazione del Cisto salvifolii-Genistetum madoniensis

Questa specie fisionimizza il Cisto salvifolii-Genistetum madoniensis, una comunità arbustiva endemica generalmente aperta, cui si associano con notevole frequenza Cistus salviifolius, Cistus creticus subsp. creticus, Cistus monspeliensis, Lavandula stoechas, Arbutus unedo, Cytisus villosus, Erica arborea. Sono frequenti, inoltre, Briza maxima, Cytinus hypocistis, Aira caryophyllea subsp. caryophyllea, Cynosurus echinatus e Ampelodesmos mauritanicus.

L'areale dell'associazione è limitato ai soli rilevamenti quarzarenitici del versante meridionale delle Madonie ed in particolare ad alcuni ambiti dei territori comunali di Gratteri, Lascari, Collesano e Pollina.